# Chloe
Chloe (en català, Cloe; ['klo.e], en grec: Χλόη; ['xlo.i] [nota 1]), també lletrejat, en català, Cloe, Cloè o Cloé, és un prenom femení que significa "que floreix" o "fertilitat" en grec antic. El nom deriva, a través del grec, del Proto-Indo-europeu * ǵʰelh₃-, mot relacionat amb els colors groc i verd. [cal citació] El prefix científic comú chloro- (p. ex. clor i cloroplast) deriva des de la mateixa arrel grega. En grec, el mot es refereix al fullatge verd i jove que brota a la primavera.
Χλόη era un dels varis sobrenoms de la deessa Demèter.

## Popularitat
Cloe era un nom popular a la antiga Grècia. La novel·la Dafnis i Cloe n'és un exemple d'aquesta popularitat. Actualment es manté un nom popular per a noies, essent el 13è més usat a Catalunya el 2021.